# Mittelangeln
Mittelangeln is een gemeente in de Duitse deelstaat Sleeswijk-Holstein en maakt deel uit van de Kreis Schleswig-Flensburg. De gemeente ontstond op 1 maart 2013 uit de tot dan toe zelfstandige gemeenten Satrup, Havetoftloit en Rüde.